# 志田光

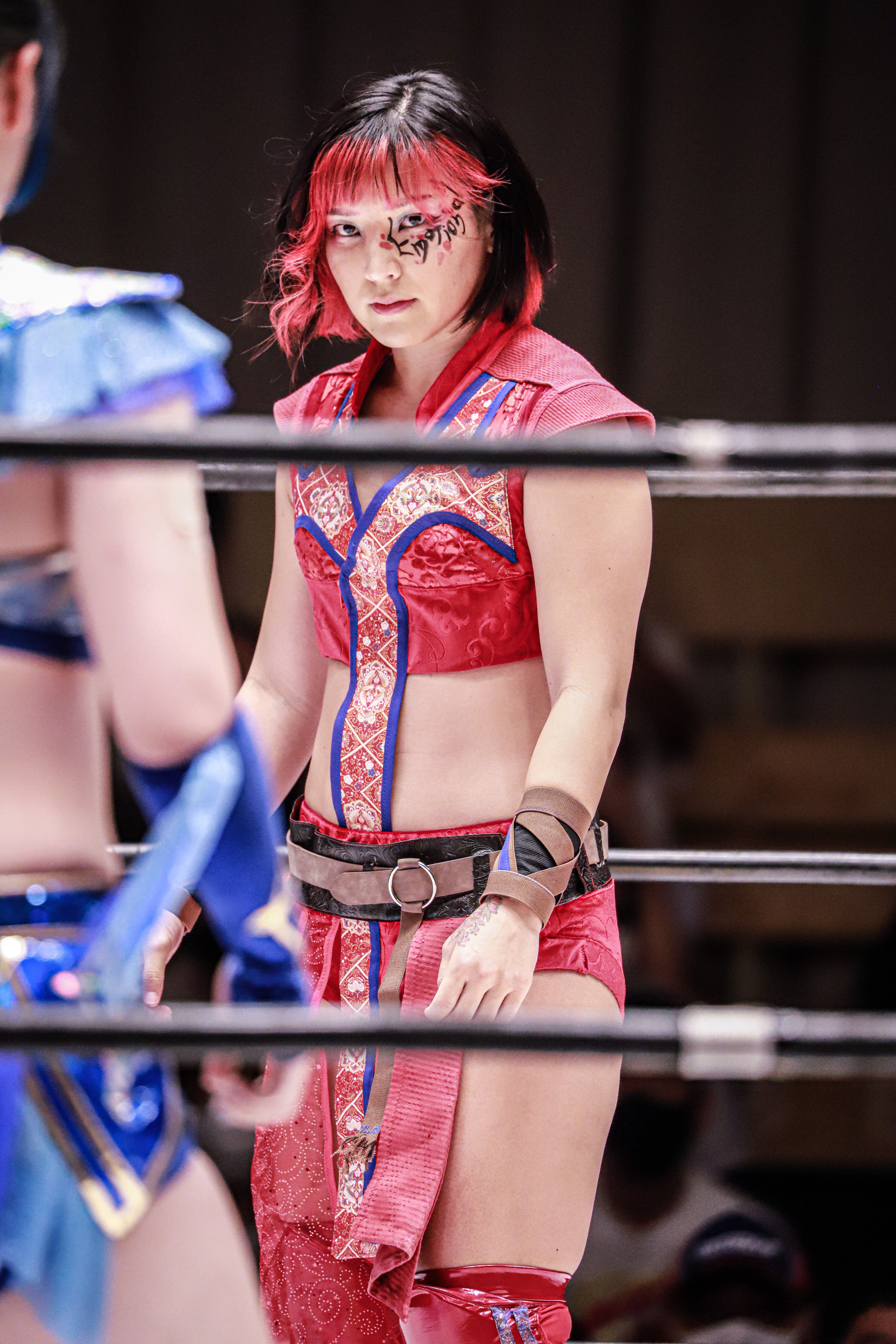
2022.07.17 WAVE後楽園ホール大会 志田光選手

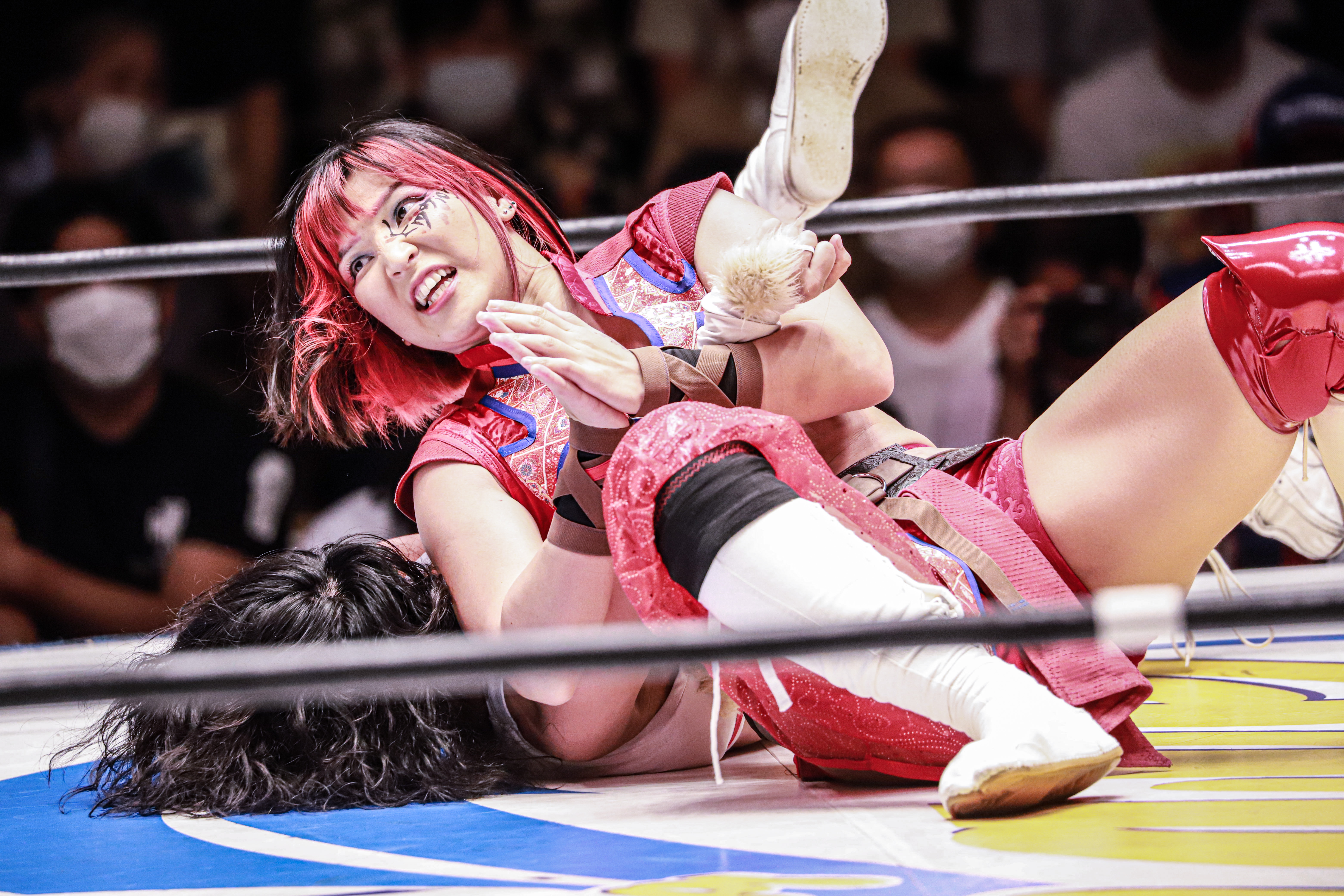
2022.07.17 WAVE後楽園ホール大会 志田光選手

志田 光（しだ ひかる、1988年6月11日 - ）は、日本の女優、女性プロレスラー。神奈川県高座郡寒川町出身。MAKAI、AEW所属。血液型O型。

## 所属
- アイスリボン（2008年 - 2014年）
- フリーランス（2014年 - 2017年）
- MAKAI（2017年 - ）
- AEW（2019年 - ）※ MAKAIとの2団体所属

## 経歴・戦歴

### アイスリボン
2008年
映画「スリーカウント」（監督：窪田将治）のオーディションに合格。同作品出演のため、プロレスラーとしてデビューすべく、プロレス団体アイスリボンの練習に参加し、さくらえみの指導を受ける。
8月23日、新木場1stRING大会における星ハム子戦でデビュー。柔道（9年）と剣道（7年、3段）の経験を生かし、映画では主役の座を獲得。プロレスでは、藤本つかさとのコンビで活躍。
2009年
8月のアイスリボン初となる後楽園大会を最後にプロレスを辞めるつもりだったが、6月公開の「スリーカウント」観賞をきっかけにプロレス継続を決意。
9月13日、JEWELS 5th RINGにてグラップリングルールの試合に臨んだが、浜崎朱加に1R38秒アームロックで一本負け。
2010年
10月20日、アイスリボン道場マッチにて藤本つかさと組み、さくらえみ・高橋奈苗の持つインターナショナル・リボンタッグ王座に初挑戦するが熱戦むなしく敗退。これ以降、11月13日（パートナーはりほ〈現：里歩〉）・同月23日（パートナーは松本都）と、パートナーを変更し立て続けに挑戦するが全て敗退する。
12月11日、田村欣子と組んだ4度目のタッグ王座挑戦では20分時間切れ引き分けに持ち込んだ。タイトル奪取は逃すも、規定により王者組からのベルト剥奪に成功する。12月23日、道場マッチにて藤本つかさと組み、みなみ飛香・つくし、さくら・高橋を下してタッグ王者決定トーナメントに優勝。第14代王者となり、自身初戴冠。12月26日、後楽園ホール大会にて田村欣子の持つNEO統一二冠王座に挑戦するが健闘実らず敗退。
2011年
1月4日の新木場大会にて、初防衛をかけた、りほ・みなみ飛香とのタッグ王座防衛戦に勝利。
2月6日、今池ガスホール大会「名古屋リボン」にて藤本つかさと組みタッグトーナメントへ出場。決勝でりほ・真琴組のタッグ王座挑戦を受け、2度目の防衛に成功。
2月11日、KAIENTAI-DOJOとの合同興行「K-RIBBON」にて藤本と組みバンビ・石橋葵に勝利。
3月5日、アイスリボン道場マッチにて、後楽園ホール大会のメインイベントをかけ、空位となっていたトライアングルリボン王座を藤本・真琴と戦うも、勝敗に絡めず終わる。
3月20日、KAIENTAI-DOJO千葉BlueField大会にて真琴・バンビ組のタッグ王座挑戦を受け、3度目の防衛に成功。
3月21日、アイスリボン後楽園ホール大会「ICE RIBBON MARCH 2011」にてSMASHの朱里と対戦し、ファルコンアローで勝利。同年代で隣町出身、次世代エース同士の初遭遇を制する。同カードはファン投票により決定したが、志田は「相手は自分しかいない」と確信していたという。
4月16日、アイスリボン大阪ミナミ ムーブ・オン アリーナ大会「大阪リボンIII」にて朱里とタッグを結成し、真琴・都宮ちい（現：ミクロ）組と対戦。ファルコンアローで真琴から勝利。
5月3日、SMASH後楽園ホール大会にて朱里とのタッグで紫雷美央・イオ組に勝利。5月5日、アイスリボン後楽園ホール大会「GOLDEN RIBBON 2011」にて、朱里とのタッグでさくらえみ・Rayの持つインターナショナルリボンタッグ王座に挑戦するも敗退。
6月8日、アイスリボン道場マッチにて負傷欠場した真琴に代わり都宮ちいと対戦し敗れる。しかし、真琴が行う予定だった都宮とのシングル9連戦への代替出場とIW19王座への挑戦を要求。紆余曲折を経て、都宮の了承を得る。
6月9日、SMASH後楽園ホール大会にて朱里とシングルで再戦し、右ハイキックで敗れる。
6月19日、ガッツワールド茂木町民センター別館大会のアイスリボン提供試合に出場するも、都宮ちいとのシングルに敗れる。
6月24日、19時女子プロレスにて都宮の持つIW19王座に挑戦するも、ジャングルクラッチで敗退。シングル9連戦は4勝5敗で終える。
10月5日、アイスリボン道場マッチにてみなみ飛香の持つICE×60王座に挑戦するも敗れる。
10月8日・9日、イギリス・ノッティンガムにて行われたプロレスリングEVEとの対抗戦にアイスリボン代表の一員として出場。アルファ・フィーメルとのシングルで敗戦。
12月25日、アイスリボン後楽園ホール大会「RIBBON MANIA 2011」にて、藤本つかさの持つICEx60王座に挑戦し勝利。第14代王者となりICEx60王座初戴冠。
12月28日、アイスリボン道場マッチにてさくらえみ・つくし組の持つインターナショナル・リボンタッグ王座に成宮真希と組み挑戦し、勝利。第22代リボンタッグ王者となり自身3度目のリボンタッグ王座獲得。
2012年
1月8日、ブル中野引退興行のメインイベントに抜擢され、愛川ゆず季と対戦するも敗れる。
プロレスリングWAVEのタッグリーグ戦「DUAL SHOCK WAVE2012」に桜花由美とのタッグでエントリー。
10月27日、アルファ・フィーメルの来日を聞きつけ、スターダム初参戦。安川惡斗・チェリーと組み、木村響子・アルファ・ヘイリー・ヘイトレッド組と対戦。しかし敗れる。
12月9日、OZアカデミー後楽園大会でアジャ・コングとシングル。敗れはしたが、試合後にアジャと共闘。
2013年
4月24日、OZアカデミー後楽園大会にて中川ともか・松本浩代組の持つOZアカデミー認定タッグ王座にアジャ・コングと組み挑戦し、勝利。第18代王者となる。
5月25日、アイスリボン関内ラジアントホール大会にて、「青春緑」（希月あおい・つくし組）の持つインターナショナル・リボンタッグ王座&REINA世界タッグ王座に藤本つかさとの「マッスルビーナス」で挑戦し、勝利。第32代インターナショナルリボン・タッグ王者&第8代REINA世界タッグ王者となる。
プロレスリングWAVEのシングルリーグ戦「Catch the WAVE」に初エントリー。
5月27日、REINA女子プロレスの新体制移行に伴い、REINA世界タッグ王座を返上。
6月9日、プロレスリングWAVE新宿FACE大会にて、Catch the WAVE公式戦として朱里と2年ぶり3度目のシングルマッチを行い、15分引き分け。
6月12日、前日に25歳を迎えたのを記念したプロデュース興行を開催。
7月14日、アイスリボン新宿FACE大会にて、朱里とのシングル決着戦を行い、新技「フルメタルマフラー」でギブアップ勝ち。試合後、2年ぶりアイス参戦を果たした真琴を挑発し、後楽園大会にて朱里も交え8人タッグでの対戦が決まる。
7月15日、プロレスリングWAVE後楽園大会にてトリプルテイルズ.S（華名・紫雷美央組）の持つWAVE認定タッグ王座に桜花由美との「シダレザクラ」で挑戦し、勝利。第6代王者となる。
7月26日、ZERO1初参戦。アジャ・コングとのタッグで夕陽・ダイナマイト・関西と対戦し、アジャが夕陽からダイビングエルボードロップでフォールを奪う。試合後、8月19日の新木場大会における夕陽とのシングルが決定。
8月11日、OZアカデミー新宿大会、中川ともか・松本浩代組にタッグ王座を奪還される。
8月15日、WAVE新木場大会、急遽決まったタイトルマッチでハタナカヨウコ（GAMI・中川ともか組）に敗れ、OZに続きWAVEでも中川にタッグ王座を奪われる。
8月18日、DDT両国大会、ドラマ「マッスルガール!」でも共演した赤井沙希のプロレスデビュー戦の相手を務める（赤井・チェリー・マサ高梨 vs 志田・世IV虎・福田洋）。
8月19日、ZERO1新木場大会にて夕陽との初シングル、時間切れ引き分け。
8月25日、アイスリボン後楽園大会にて「88＆89年生まれによる8人タッグマッチ」（志田・朱里・中森華子・大畠美咲 vs 希月あおい・真琴・中島安里紗・下野佐和子）を行う。各団体（アイスリボン・WNC・JWP・WAVE）のトップを狙う選手が集った同試合は、魂のスリーカウントを下野に決めて勝利。
プロレスリングWAVE「DUAL SHOCK WAVE2013」にマッスルビーナスとしてエントリー。
9月8日、WAVE24時間プロレスでGAMIとコミカルマッチ。旧姓・広田さくらに催眠術を掛けられ松本都化、最後はみやここクラッチでフォール。試合後、「次期コミカルエース」に指名される。
10月19日、アメリカ・SHIMMERへ遠征。そのデビュー戦でミア・イムと対戦し、スリーカウントで勝利。
11月20日、WAVE6人タッグトーナメントに桜花由美・華名と組んでの「シダレジャイアンズ」としてエントリー。1回戦は卜部夏紀（現：夏すみれ）・山下りな・藤ヶ崎矢子の新人トリオ「うらやまアローズ」と時間無制限3本勝負で対戦し、2本連取。
11月27日、WAVE6人タッグ準決勝、GAMI・中川ともか・木村響子の「レボルシオン・ハタナカヨウコ」とオンリーギブアップルールで対戦、GAMIのコウモリ吊りにギブアップ。
2014年
1月4日、ラジアントホールでの「新春リボン」にて、3月30日の後楽園大会を最後にアイスリボンを退団しフリーランスで活動する旨を表明。
1月5日、WAVE新宿大会にてシダレジャイアンズとして救世忍者乱丸・松本都・フェアリー日本橋とコミカルマッチ。乱丸の忍法をかけられると、罠にはまって孤立させられるが、フェアリーからステッキを手渡され、乱丸をフォール。試合後、WAVE代表に就任した桜花由美の独断でコミカルエースに任命された。
2月15日、仙台リボンにてインターナショナル・リボンタッグ王座防衛戦に勝利。以降、合計9度の防衛に成功後返上した。
3月19日、WAVE新木場大会にてマッスルビーナスvsトリプルテイルズ.Sの最初で最後となる対戦を引き分ける。
3月23日、大阪プロレス初参戦。華名・中島安里紗と組み、えべっさん・くいしんぼう仮面・松山勘十郎とミックス6人タッグ。ファルコンアローを勘十郎に決めて勝利。
3月30日、所属として最後の大会となる後楽園にて藤本つかさとの一騎討ちに敗れる。

### フリーランス
2014年4月1日、フリーの初戦として崖のふちプロレスにて松本都との一戦が決定した。直後に2度目のアメリカ遠征。
4月20日、WAVE札幌大会でタッグパートナーでもある桜花由美が持つRegina di WAVE王座に挑戦し敗北。
7月27日、Catch the WAVEにて一度も敗北せず優勝。桜花由美の持つRegina di WAVE王座への再挑戦が決定。
8月24日、WAVE7周年記念大会にてRegina di WAVE王座奪取に成功。
8月28日、初の自主興行「おしり列車でGO！〜新宿FACE線編〜」を開催。
2016年
7月31日、帯広さやか・関根龍一とタッグを組み、里歩・「ことり」・田村和宏と対戦。

### MAKAI
2017年
2月、レギュラー出演していた「魔界」の会社化に伴い、「MAKAI」所属となる。
4月26日、自主興行「第五回尻神教シンポジウム〜尻神教解散興行〜」を開催。丸藤正道との一騎打ちを行う。
2018年
4月6日、CRYSIS興行新宿FACE大会の試合前練習中に足首を骨折し、1ヶ月ほど大会を休場。
5月20日、国内のプロレス試合としてOZアカデミー新宿FACE大会にて復帰。
6月3日、OZアカデミー後楽園ホール大会にて、世志琥の持つOZアカデミー認定無差別級王座に挑戦し勝利、第22代王者となる。

### AEW
2019年
4月9日、アメリカの新団体オール・エリート・レスリング（AEW）との契約締結を発表。MAKAIとの契約も継続し2団体所属となる。11月よりアメリカへ移住し、基本的に同国でのみプロレスを行う。それ以後の日本における活動は「魔界」への出演が中心となる予定だった。
10月14日にアゼリア大正、同月15日に後楽園ホールにて自主興行を開催。これをもって、日本でのプロレスラー活動を一旦終了し渡米した。
2020年
5月23日、フロリダ州ジャクソンビルで行われたAEWのPPV「Double or Nothing」において、ナイラ・ローズが保持するAEW女子世界王座に挑戦し勝利。第3代王者となった。
2022年
3月16日、2年5か月ぶりに日本へ凱旋。東京女子プロレス「GRAND PRINCESS '22」に出場し、乃蒼ヒカリとシングルマッチを行った。以降も、日本での試合出場のため幾度か帰国している。
8月14日、WAVE旗揚げ15周年大会にて鈴季すずからレジーナ王座を奪取。米国での防衛戦を希望しそのまま渡米した。
8月24日、（現地時間）AEWのオハイオ州クリーブランド大会にてさくらえみを下し、レジーナ王座の防衛に成功した。

## 人物
- かつてアイスリボンでは選手会長も務め、選手会興行を取り仕切るなど、さくらえみ退団後の同団体のビジョンを見据えてきた。またメールマガジンおよび、道場でのプロレス教室を担当している。「19時女子プロレス」では代表である帯広さやかの欠場中に代行を務めた。
- 入門当初はプロレスに打ち込めず、「エースの器」と評価されながらも伸び悩んだが、2010年夏以降に急成長。タイトル戦線に躍り出る。
- マイクパフォーマンスでは滑舌良く喜怒哀楽を表現し、体育会系の直情さを表に出すことも多い。
- 正タッグパートナーである藤本つかさとのマッスルビーナスで活躍するが、真琴や朱里など他のパートナーを優先したこともある。また、プロレスリングWAVEでは桜花由美、OZアカデミーではアジャ・コングと、パートナーを変えいずれもタッグタイトルを獲得。一時は3団体のタッグタイトルを同時に保持していた。
- アントニオ猪木の「1・2・3、ダー！」をもじった「1・2・3・4、ダー！（イチニサン志田ー）」という持ちネタがある。プロレス大賞2010の表彰式では、猪木の「――ダー!」のタイミングを志田のみ間違えていた。また2011年に世代間抗争の勃発により「１・２・３・志ー団！！（イチニサンシーダン）」を結成している。
- ボウリングが得意。プロレス情報番組『インディーのお仕事』での、5団体（アイスリボン・大日本・FREEDOMS・DDT・K-DOJO）対抗ボウリング大会にて藤本つかさとのコンビで優勝。
- 映画「スリーカウント」での共演により田村欣子の影響を色濃く受け、アイスリボン随一のハードヒッターとして「田村プロレス」の継承を口にする。
- OZアカデミー初参戦と前後し、リングへ竹刀を持ち込むようになった。時折ラフファイトに転じるが、叩き付けるだけではない。竹刀を用いてサンセットフリップを放ったり、相手へ竹刀を手渡したところで膝蹴りを食らわせるなど、独自の活用方法を展開する。鍔は自身のイメージカラーである赤。
- WAVE参戦時、GAMIより「ケンちゃん」というニックネームが付けられ、GAMI引退後は「コミカルエース」に任命されたが、本人は拒否している。また、救世忍者乱丸からは妹として扱われている。
- アイスリボン時代のリングコスチュームは赤と黒を複合させたものだったが、フリーランス転向後に白ベースへ変更。
- 2014年より臀部へ文字を書くなどのパフォーマンスから”尻職人”と呼ばれ始める[14]。過去にはアイスリボンへのメッセージとして臀部へ「あばよ!」と記入。また仙台での試合時における「仙台上陸」、スポンサー契約をしたパチンコ店の「ウインアップ」などがある。自身初となる自主興行タイトルは「おしり列車でGO！～新宿FACE線編～」。かつてコンプレックスだった大きな臀部をむしろ前面に押し出すことでインパクトを狙ったという。
- 宮崎有妃に憧れて同じ髪の毛にした[15]。
- 龍が如くシリーズのファン。

## タイトル歴
AEW
- AEW世界女子王座（第3代）

REINA女子プロレス
- REINA世界タッグ王座（第4代、第8代）（パートナーは藤本つかさ→朱里）

アイスリボン
- ICE×60王座（第14代）
- インターナショナル・リボンタッグ王座（第14代、第22代、第28代、第32代、第58代）（パートナーは藤本つかさ×3→成宮真希→星いぶき）

OZアカデミー女子プロレス
- OZアカデミー認定無差別級王座（第22代）
- OZアカデミー認定タッグ王座（第18代）（パートナーはアジャ・コング）

プロレスリングWAVE
- Regina di WAVE王座（第2代、第19代）
- WAVE認定タッグ王座（第6代）（パートナーは桜花由美）
- Catch the WAVE 優勝（2014年）

センダイガールズプロレスリング
- センダイガールズワールドタッグチームチャンピオンシップ（第3代）（パートナーは朱里）

RCW
- RCW女子王座 : 1回

## 得意技

### フィニッシュ・ホールド
カタナ
回し蹴りの要領で相手の側頭部を打ち抜く膝蹴り。
スリーカウント
ボマイェと同技。ハーフダウン状態にした相手の顔面または、後頭部へのランニングニー。飛び込み式もある。GENTAROは中邑真輔のボマイェをもじり「シダイェ」と呼んでいるが本人は嫌がっている。フィニッシュホールドとして放つものは魂のスリーカウントと呼ばれる。
魔女の一撃
コーナー上で、ファイヤーマンズキャリーで担ぎ上げた相手を腰からコーナーポスト上に叩き落とす荒技。かつて自身がぎっくり腰を患った際に「この痛みを相手にも味わわせたい」という一心で開発された。
シダックスA（エース）
前屈みの相手の頭部を脇に抱え、両足を自分の腰に絡ませて相手の身体を引き込むように後転した後、相手の足を外して前転しジャックナイフ固めに入る。
シダックスQ（クイーン）
後転する過程を横回転式へ変えたシダックスA。
バーティカル・スープレックス
長滞空式はフィニッシュホールドの1つ。
ファルコンアロー
通常、雪崩式の2種類を使用。

### 打撃技
エルボー
バック・エルボー
張り手
逆水平チョップ
ドロップキック
ロー・ドロップキック
ニーリフト
キッチンシンク
ジャンピング・ハイ・ニー
延髄斬り
ラウンド・ハウス・キック
ココナッツフラッシュ
相手の膝に飛び乗って放つココナッツ・クラッシュ。
ヒップ・アタック
相手に背を向けるように体を捻りながら臀部を後ろに突き出して、相手の顔や胸に自身の尾てい骨部分を叩きつける。応用技に助走してジャンプしながら仕掛けるジャンピング式、コーナー最上段からジャンプして仕掛けるダイビング式がある。

### 投げ技
スナップ・スープレックス
スーパープレックス
サイトー・スープレックス
昇天
インプラン
払い腰
逆払い腰
相手の背中に組み付き、払い腰の体勢でうつ伏せに叩き付ける。
STO
ネックブリーカー・ドロップ
カナディアン・バックブリーカー
荒鷲ドライバー
GENTARO命名。カナディアン・バックブリーカーからの開脚式フェイスバスター。スピンやダッシュを挟むことも多い。
パワースラム

### 関節技、絞め技
ボストンクラブ
ハーフボストンクラブ
腕ひしぎ十字固め
フルメタルマフラー
朱里対策として開発した技。マフラーホールドに入った後、さらに相手の腕を極める複合関節技。
スリーパーホールド
通常、胴締めの2種類を使用。

### フォール技
スクールガール
スモール・パッケージ・ホールド

### その他
竹刀攻撃

## 入場曲
- 光、飛翔（実兄が作曲したオリジナル）
- Rock Show（ポール・マッカートニー&ウイングス）

## 尻神教
高熱でうなされるなか、脳裏に尻神教祖が現れたことから尻神教を発足。第五回尻神教シンポジウムをもって解散予定。
- 志田光
- 大鷲透
- 藤ヶ崎矢子
- がばいじいちゃん
- 葛西純

## 作品

### イメージビデオ
- 濡尻（2014年8月29日，グラッソ）
- 尻神様の言う通り！（2015年10月30日，グラッソ）

## メディア出演

### テレビ
- マッスルビーナス（テレビ埼玉）
- ドラマ「マッスルガール!」（毎日放送・TBS） - 星薫 役
- NHK タイムスクープハンター season4　第3話（2012年4月17日）「女相撲じんせい土俵際」ｰ 桃乃山あやの 役

### インターネット
- それ行けテンポザン! （2008年6月15日-9月21日、あっ!とおどろく放送局）NNTG（3代目テンポザンガール）

### 映画
- スリーカウント（2009年 監督：窪田将治） - 千葉まひる 役
- ロボゲイシャ（2009年 監督：井口昇）
- 平成トンパチ野郎〜男はツラだよ〜（2009年）
- 戦闘少女 血の鉄仮面伝説（2010年 監督：井口昇 他）
- CRAZY-ISM クレイジズム（2011年 監督：窪田将治）
- 太陽からプランチャ（2014年 監督：窪田将治） - 石川晴菜 役

### 舞台
- コルバタ「向かう先は青コーナー」（2015年4月2日 - 5日、東京・戸野廣浩司記念劇場） - 主演[16]
- 魔界（2014年 - ） - 鶴姫 役
- MAKAI未来編「iZANAGI」（2017年） - Y0001 役

### モデル
- IDOL WRESTLER EXHIBITION アイドル×レスラー展（2018年3月13日 – 25日、銀座・ヴァニラ画廊）[17]

## 音楽
- 「いつかきっと」- 「Muscle Venus」名義
  - 2008年11月5日リリース。映画「スリーカウント」主題歌
- 「マッスルガールRAP」- 「薫と向日葵 from マッスルガール!」名義
  - 2011年6月1日配信開始。ドラマ「マッスルガール!」主題歌